# Podpora stępkowa

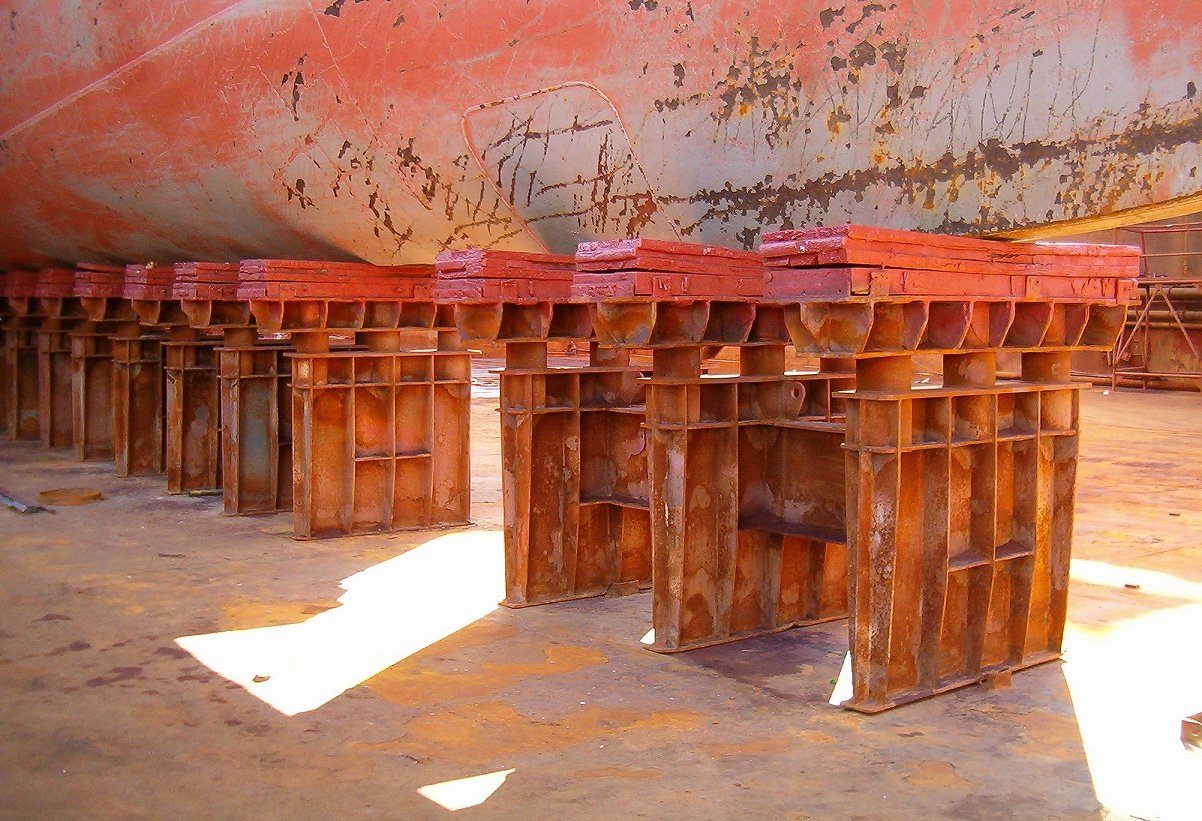
Kilbloki podpierające statek na pokładzie doku pływającego

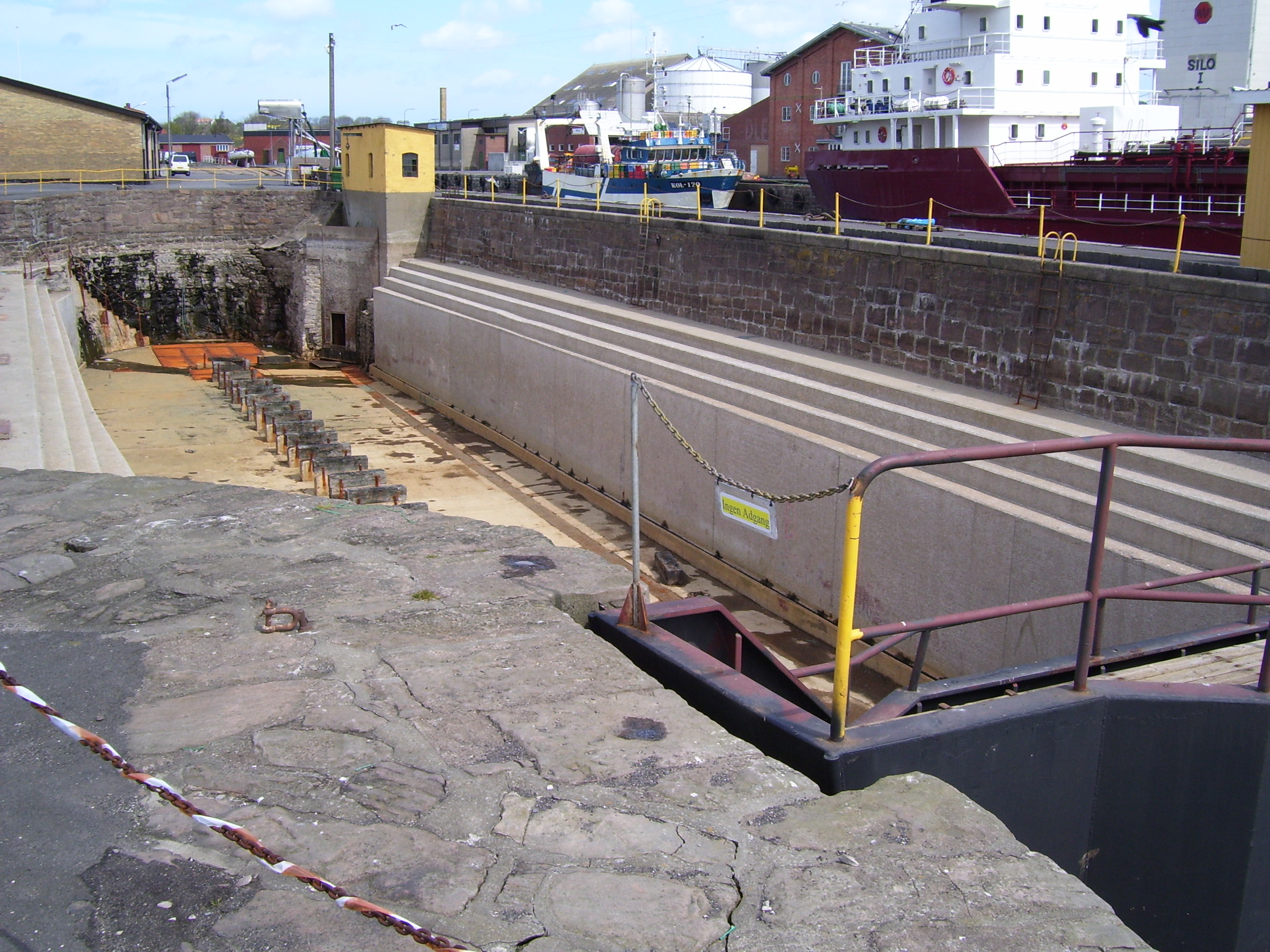
Kilbloki na dnie suchego doku w Nexø

Podpora stępkowa (kilblok) – podpora drewniana, żelbetowa lub stalowa podpierająca stępkę statku na pochylni lub w doku. Zwykle posiada możliwość regulacji wysokości za pomocą klinów, zbiornika z piaskiem lub układów hydraulicznych.